# Cosme García Sáez
Cosme García Sáenz fue un ingeniero e inventor nacido en 1818 en Logroño, y fallecido en 1874 en Madrid. Es conocido principalmente por ser uno de los primeros españoles en desarrollar un sumergible, probado en 1860, poco después del de Narciso Monturiol (1859) y precediendo al de Isaac Peral (1888). Era apodado "El Pinche" en su localidad natal y "García el Riojano" en Madrid.

## Biografía
Cosme García tuvo que ejercer de cabeza de familia y mantener a su madre y a su hermano menor debido a la prematura muerte de su padre, cuando Cosme tenía 15 años. El 30 de octubre de 1837, ocurría un acto inesperado, la boda de Cosme García en la Santiago el Real de Logroño, cuando acababa de cumplir los 19 años, con Úrsula Parres, la hija de un curtidor. El nacimiento del primer hijo, Vicente Benito, tuvo lugar el 12 de enero de 1838, a los dos meses y pocos días de la boda.
El hijo, llamado Vicente como primer nombre por el suegro (aunque después apenas lo utilizó, firmando siempre como Benito García Parres), fue bautizado en la misma iglesia el 13 de enero de 1838. Año y medio después, el 13 de julio de 1839, nacía Juana, siendo su padrino Manuel Pérez, escribiente, y testigos el hermano menor, Nicolás García, y el mismo Bernabé Gurruchaga, que ahora figura como sirviente de la iglesia. Así, antes de cumplir los 21 años, Cosme García se encontraba casado y padre de una creciente familia, a la que no tardó en añadirse un tercer hijo, Sotero, nacido algún tiempo después y cuya partida de nacimiento no se ha podido encontrar. En las partidas de nacimiento de sus dos primeros hijos, la profesión de Cosme García sigue siendo la de guitarrero, sin otra indicación. En la de su cuarto hijo, Enrique, bautizado el 16 de julio de 1845 en Santa María la Redonda no figura la profesión del padre. Se desconoce por tanto su vital período de formación que hizo de él el eminente inventor que luego fue, pero no parece probable que siguiera estudios superiores. Lo único que se sabe con seguridad es que su servicio en la Milicia Nacional Urbana se prolongó durante estos años, al menos hasta el 29 de enero de 1843, y siempre como simple soldado de la compañía de granaderos.

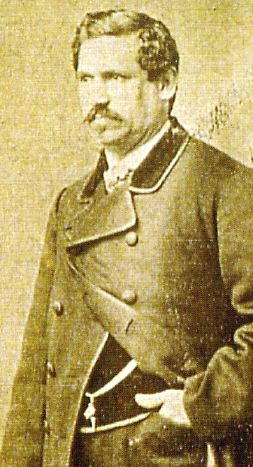
Cosme García Sáenz

Poco se sabe de los últimos años del inventor, época en la que su crisis personal y familiar pareció tener un sorprendente paralelismo con la vivida por España durante el llamado "Sexenio Democrático", de 1868 a 1874. Una crisis familiar fue uno de los resultados del efecto acumulativo de tantas esperanzas defraudadas: cambios de domicilio, continuos viajes, gastos e inversiones sin la compensación adecuada, por no hablar del trabajo, de las largas horas ideando y probando artefactos a menudo peligrosos, arriesgando la propia vida y la de los hijos, colaboradores del padre. Todo ello tuvo como consecuencia una ruptura conyugal, que se resumió en que el inventor abandonó a su mujer e hijos, ya todos mayores de edad excepto Juan, para irse a vivir con la sirvienta de la casa, María Egaña, de la que tuvo aún dos hijos, Juan y Vicente, y del que el primero emigró pronto a América, mientras que el segundo formó la otra rama de los descendientes del inventor, al menos en España. Vicente se trasladó a Tolosa, y allí pudo conocer al tercero de los hijos varones de Cosme García, Enrique. Gracias a ese contacto han llegado hasta hoy los escasos pero fundamentales papeles que conservan los descendientes del genial inventor. Cosme García no regularizó nunca su situación, posiblemente porque su mujer Úrsula Parres le sobrevivió, con lo que sus dos últimos hijos no heredaron el apellido de su padre. No se sabe a qué se dedicó estos últimos años de su vida. Pero su salud, ni física ni psicológica, debía ser buena, y según referencias de sus hijos, su situación económica llegó a ser tan precaria como para necesitar de la caridad de un poderoso mecenas, nada menos que José de Salamanca y Mayol, marqués de Salamanca.

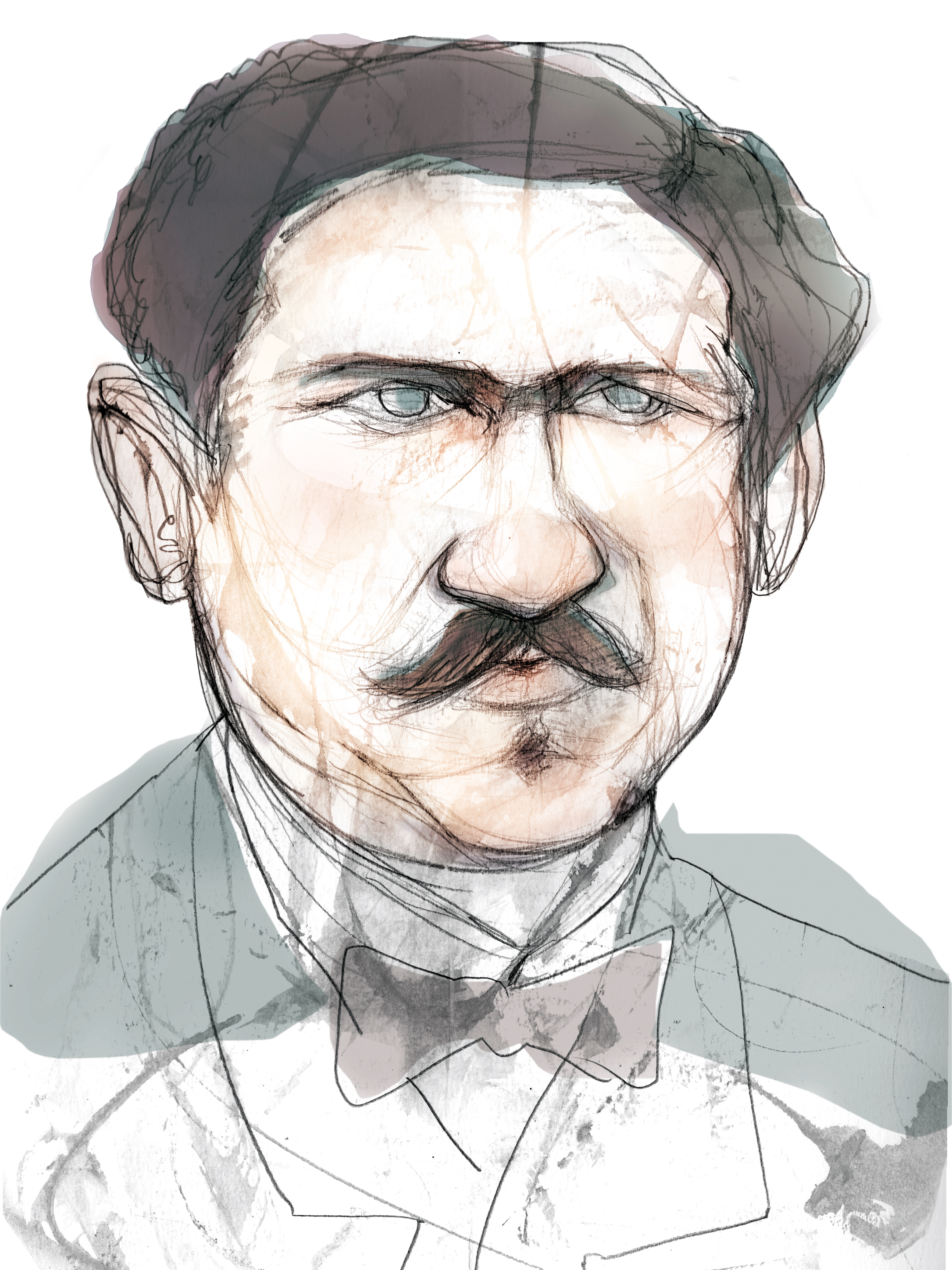
Retrato de Cosme García Sáenz, colgado en la Fundación Española para la Ciencia y la Tecnología, obra de Eulogia Merle

Su hijo Enrique, había participado con él en la prueba oficial del submarino, y le había acompañado a la fábrica de Oviedo cuando se hacían allí los fusiles.
Muere en 1874, a los 55 años, desilusionado y sumido en la pobreza, hasta el punto de que alguno de sus hijos llegó a pedir por las calles de Madrid.

## Obra
Ofreció mejoras para el correo postal, donde construyó las máquinas para sellar en las oficinas de correos, y siendo regente de la Imprenta Nacional, ideó mejoras en la fundición de los caracteres de imprenta. El rector de la universidad central le encargó una imprenta con caracteres griegos. Cosme construyó también las máquinas de timbre de la Casa de la Moneda, e inventó una carabina de retrocarga, de la que se llegaron a fabricar 500 unidades en Oviedo para dos batallones de cazadores; el certificado oficial reflejaba que podían realizar más de 3000 disparos sin que fallara el mecanismo y sin necesidad de limpiar el arma. Las armas fueron robadas durante la Gloriosa, momento en el que desaparecieron la mayoría de ellas.

## Inventos
Además del submarino, las más conocidas creaciones del citado anteriormente Cosme García fueron la imprenta, la máquina de sellar y posteriormente el fusil.
La imprenta constaba de un tintero receptáculo para la tinta, un cilindro y varios rodillos tomadores y distribuidores de la tinta sobre la platina donde se halla fijada la forma con la letra. No tiene cintas y es tan fácil hacerla funcionar que se consigue con sólo la fuerza de un niño, dando vueltas siempre en una misma dirección a una rueda con su manubrio que tiene dicha máquina a uno de sus costados.
La máquina de correos consiste en una máquina pequeña, que se compone de armadura de hierro, un émbolo y varios rodillos que recogen y distribuyen la tinta contenida en el bote sobre una platina de bronce. Y habiendo hecho funcionar dicha máquina, instantáneamente fueron selladas varias cartas con la mayor claridad y limpieza en la estampación del sellos.
El funcionamiento del fusil era el siguiente: para cargar el arma, se gira a la derecha la palanca e, y se afloja por lo tanto el tornillo dejando el tambor en libertad; se hace girar éste por medio del botón, hasta descubrir la recámara. Se vuelve luego hasta que el eje del proyectil corresponda con el del cañón, y se cierra, apretando el tornillo a favor de un movimiento inverso de la palanca; de este modo el tornillo avanza en su tuerca y aprieta el tambor.

## El submarino

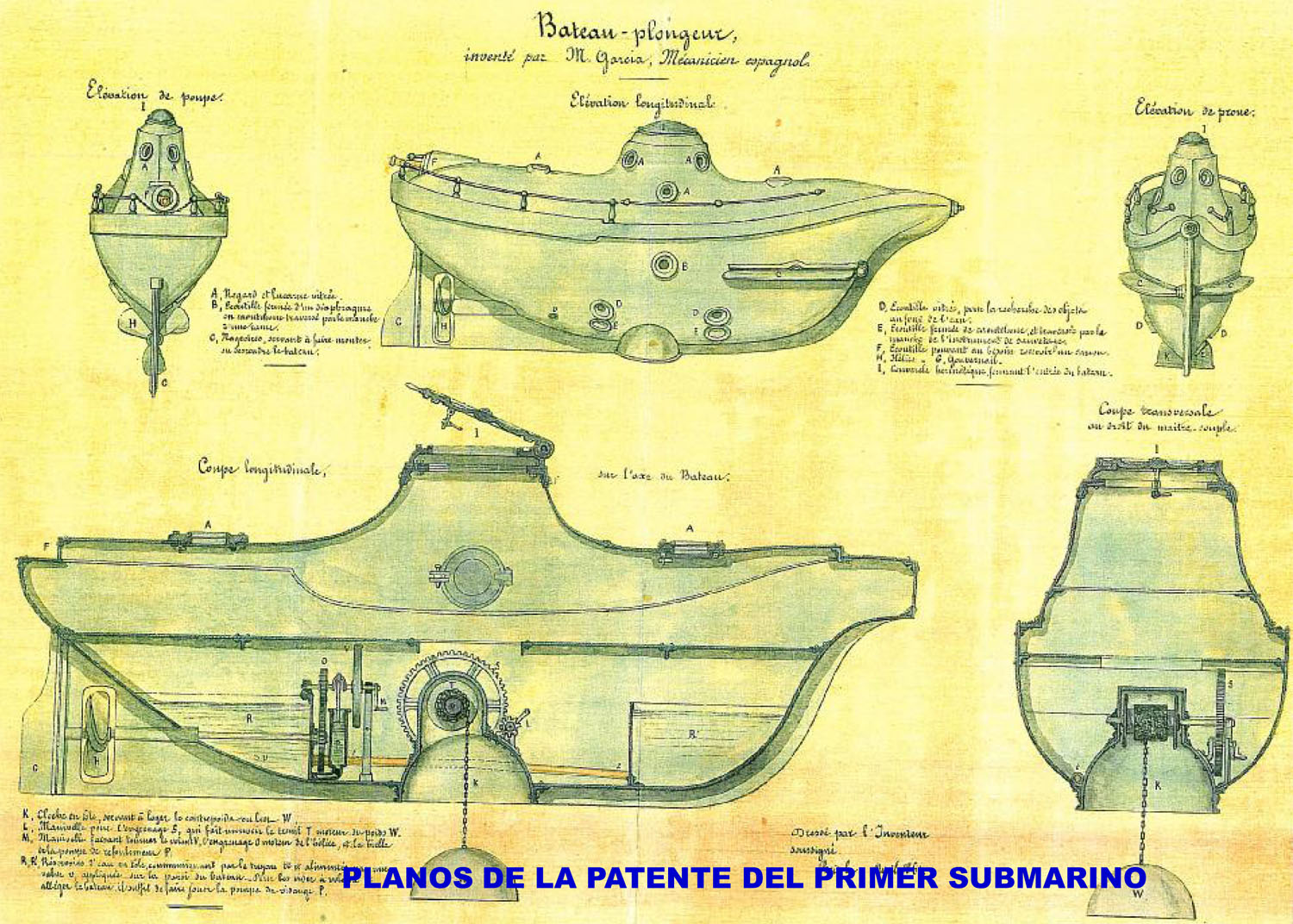
Planos de la patente del submarino denominado Bateau Plongeur

Tras las pruebas realizadas en años anteriores, Cosme García construyó su sumergible en Barcelona y lo trasladó en buque hasta Alicante, donde fue probado el 4 de agosto de 1860 manejado por el inventor y su hijo. Según el acta oficial de la Comandancia de Marina de Alicante, las pruebas se realizaron a satisfacción de los presentes.
García construyó primero un prototipo de 3 metros de eslora, seguido por una primera unidad de 6 metros. El casco del ingenio estaba hecho de chapa de hierro, y podía albergar en su interior a dos personas, que hacían girar una hélice con fuerza motriz humana. 
Patentó el vehículo en España el 8 de mayo de 1860, bajo el nombre de "Aparato-Buzo", y el 16 de noviembre de 1860 obtuvo también la patente en París, con el nombre de "Bateau Plongeur". Previendo la opción de utilizar el submarino en combate, planeó además equipar futuros modelos con un cañón de retrocarga que dispararía por aberturas a proa y popa.
El éxito de las pruebas hizo albergar a Cosme García esperanzas, y así construyó un modelo del aparato todo de cobre que trasladó a Madrid para presentarlo a Isabel II. Fue llamado a palacio y la reina admiró el sumergible, pero avisó a García que el gobierno no podía financiar ni comprar el aparato debido a los gastos de la guerra de África.
Cosme García viajó entonces a París, donde creía que su obra sería tenida más en cuenta. Napoleón III y sus técnicos examinaron el submarino y se le invitó a trasladarse a Tolón para construir uno, pero García rechazó la oferta.
El submarino quedó anclado en Alicante, hasta que la autoridad portuaria le informó de que molestaba al tráfico marino, por lo que su hijo Enrique García lo mandó al fondo del mar, donde aún permanece.
Pobre, sin ilusión y teniendo que pedir limosna, Sáenz falleció en Madrid a los 55 años.
Su hijo, Enrique, volvió a ofrecer el proyecto de submarino al gobierno español con motivo de la Guerra Hispano-Estadounidense, pero la oferta fue desestimada. Como curiosidad, habría coincidido en esto con el ingenio de Antonio Sanjurjo, que lo construyó con similares objetivos.

## Homenajes
En 1917 se construyeron en Italia tres submarinos para la Armada Española de la Clase F (Tipo Laurenti). Uno de ellos, el A2, fue rebautizado como «Cosme García A2». Fue dado de baja en 1931.
En 1985 se inauguró en Logroño un instituto de enseñanza secundaria con el nombre del inventor.
En 1993 un comité en la Rioja intentó a través de varias actividades sacar del olvido al inventor.
En 2026 se prevé que un submarino S-80 Plus de la Armada lleve su nombre, el Cosme García (S-83).